# Ny Pictoris
Ny Pictoris (ν Pictoris, förkortat Ny Pic, ν Pic) som är stjärnans Bayerbeteckning, är en dubbelstjärna belägen i den östra delen av stjärnbilden Målaren. Den har en skenbar magnitud på 5,61 och är svagt synlig för blotta ögat där ljusföroreningar ej förekommer. Baserat på parallaxmätning inom Hipparcosuppdraget på ca 20,7 mas, beräknas den befinna sig på ett avstånd på ca 157 ljusår (ca 48 parsek) från solen. 

## Egenskaper
Primärstjärnan Ny Pictoris A är en blå till vit stjärna i huvudserien av spektralklass A1m med metalliska linjer i dess spektrum (Am-stjärna). Den har en radie som är ca 2,3 gånger större än solens och utsänder från dess fotosfär ca 11 gånger mera energi än solen vid en effektiv temperatur på ca 7 100 K.
Data från Hipparcosuppdraget anger att den är en astrometrisk dubbelstjärna med en omloppsperiod på ca 440 dygn med följeslagaren Ny Pictoris B med en massa som är ca 1/4 av primärstjärnans massa.